# Seraing-le-Château
Seraing-le-Château (Waals: Serè-l'-Tchestea) is een plaats en deelgemeente van de Belgische gemeente Verlaine. Seraing-le-Château ligt in de provincie Luik en was tot 1 januari 1977 een zelfstandige gemeente.

## Bezienswaardigheden
- Het Kasteel van Seraing-le-Château
- De Tumulus van Verlaine tussen Seraing-le-Château en Verlaine
- De Sint-Martinuskerk (Église Saint-Martin) is een filiaalkerk van Haneffe. Hij heeft een koor van omstreeks 1600, terwijl de toren en het schip uit de 2e helft van de 18e eeuw stammen.

## Natuur en landschap
De hoogte aan de kerk bedraagt 165 meter.

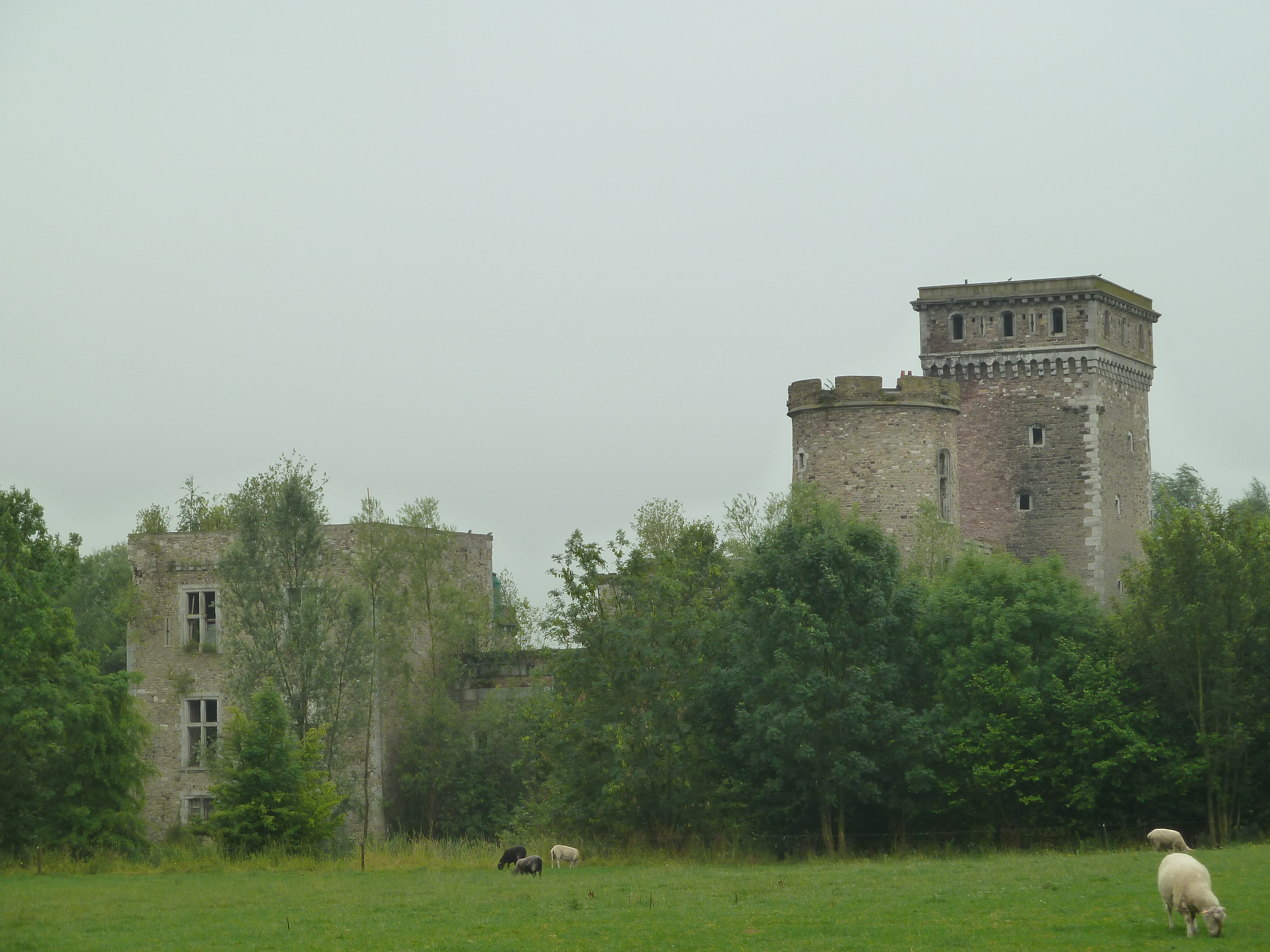
Kasteel van Seraing-le-Château

## Demografische ontwikkeling
- Bronnen:NIS, Opm:1831 tot en met 1970=volkstellingen, 1976= inwoneraantal op 31 december

## Nabijgelegen kernen
Viemme, Chapon-Seraing, Verlaine, Haneffe
Bodegnée · Chapon-Seraing · Seraing-le-Château · Verlaine

Belgische gemeenten · arrondissement Hoei · provincie Luik · Wallonië